# Spesenstelle
Der Begriff Spesenstelle oder englisch expense center bezeichnet einen abgegrenzten Unternehmensbereich (meist Abteilung), bei dem kein direkter Zusammenhang zwischen anfallenden Kosten und dem Unternehmensnutzen messbar ist. Klassisches Beispiel ist die Entwicklungs- oder Forschungsabteilung. Auch die Unternehmenskantine kann ein Expense Center sein.
Maßgeblich ist, dass das Expense Center eigenverantwortlich im Rahmen eines vorgegebenen Budgets handelt.
Siehe auch:
- Center-Konzept
- Costcenter
- Profitcenter
- Servicecenter